# Maro (Sängerin)
Mariana Brito da Cruz Forjaz Secca (* 30. Oktober 1994 in Lissabon), bekannt als Maro, ist eine portugiesische Singer-Songwriterin, die Portugal beim Eurovision Song Contest 2022 in Turin vertreten hat.

## Werdegang
Marianas Mutter ist Musiklehrerin – ihr Vater spielt Gitarre. Sie wollte zunächst Tierärztin werden, entschied sich dann für die Musik. Sie studierte am Berklee College of Music in Boston und zog danach nach Los Angeles, wo sie einige Platten veröffentlichte. Jacob Collier wurde auf sie aufmerksam und arbeitete mit ihr auf seinem Album Djesse Vol. 2.
Wegen der Covid-19-Pandemie kehrte sie nach Portugal zurück und nahm mit ihrem Lied Saudade, saudade am Festival da Canção 2022 teil, das sie am 13. März 2022 gewann. Im Finale des ESC am 14. Mai 2022 erreichte sie mit Saudade, saudade mit insgesamt 207 Punkten den neunten Platz, wobei 171 Punkte von den Jurys vergeben wurden.
Maro ist auf zwei Titeln von Gerald Claytons Album Bells on Sand zu hören.

## Diskografie

### Alben
- 2018: Maro, Vol. 1
- 2018: Maro, Vol. 2
- 2018: Maro, Vol. 3
- 2018: Maro & Manel (mit Manuel Rocha)
- 2018: It’s OK
- 2022: Can you see me?
- 2023: Hortelã
- 2025: Lifeline (mit Nasaya)

### EPs
- 2021: Pirilampo (mit Nasaya)
- 2022: Maro ilumina Sonastério
- 2025: I Don't Wanna Feel That Way (mit Nasaya)
- 2025: Live Trio Sessions

### Singles
- 2019: Midnight Purple (mit Nasaya)
- 2019: Why (mit Ariza)
- 2019: What Difference Will It Make
- 2020: Mi condena (mit Vic Mirallas)
- 2021: Tempo (mit Nasaya)
- 2021: I See It Coming (mit Nasaya)
- 2022: Saudade, saudade
- 2022: Am I Not Enough for Now?
- 2022: We’ve Been Loving in Silence
- 2022: It Keeps On Raining
- 2022: Like We’re Wired
- 2024: Lifeline (mit Nasaya)
- 2024: We Could Be (mit Nasaya)
- 2024: Chiquitinha (mit Nasaya)
- 2025: Cais

### Als Gastmusikerin
- 2019: Lua (Jacob Collier feat. Maro)
- 2021: Walk Above the City (The Paper Kites feat. Maro)
- 2022: Better Now (Odesza feat. Maro)
- 2024: Leaveyourlove (Parcels feat. Maro)
- 2025: Tal vez (Vic Mirallas feat. Maro)
- 2025: Do raso ao fundo (Mariana Nolasco feat. Maro)
- 2025: The Wandering (Patrick Watson feat. Maro)